# Fort-du-Plasne
Fort-du-Plasne település Franciaországban, Jura megyében. Lakosainak száma 478 fő (2022. január 1.). Fort-du-Plasne Les Planches-en-Montagne, La Chaumusse, La Chaux-du-Dombief, Entre-deux-Monts, Foncine-le-Bas, Lac-des-Rouges-Truites és Saint-Laurent-en-Grandvaux községekkel határos.

## Népesség
A település népességének változása:
| Lakosok száma | 302  | 264  | 314  | 429  | 432  | 439  | 443  | 442  | 454  | 478  |
|               | 1968 | 1982 | 1990 | 2006 | 2013 | 2015 | 2017 | 2019 | 2020 | 2022 |